# Драган Яневски
Драган Яневски (на македонска литературна норма: Драган Јаневски) е поет, детски писател и преводач от Северна Македония.

## Биография
Роден е на 1 юни 1943 година в скопското село Булачани. Завършва висше образование и работи в Македонското радио. Член е на Дружеството на писателите на Македония от 1967 година. Пише поезия за възрастни и деца. Превежда от руски и сърбохърватски език.

## Творчество
- Бајкин град (поезия за деца, 1967)
- Насмевка на сонцето (поезия за деца, 1967)
- Луцида интервала (поезия за възрастни, 1967)
- Ѕвонат луди ѕвончиња (поезия за деца, 1970)
- Волшебното јато (поезия за деца, 1982)
- Море, кораб, земја (поезия за възрастни, публикувана на сърбохърватски език, 1967)[1]